# 第17砲兵群 (フランス軍)
第17砲兵群（だいじゅうななほうへいぐん、17e groupe d'Artillerie）は、ランド県ビスカロッスに駐屯している、CENAT隷下のフランス陸軍の地対空ミサイル群である。
兵種は各種、伝統的区分は砲兵である。

## 沿革
- 1854年：第17砲兵連隊が編成される。
- 1914年：第1次世界大戦、各地を転戦する。
- 1939年：マジノ線に配置される。
- 1940年：対独戦の後解隊される。
- 1945年：再編成される。
- 2007年：連隊は解隊され、群編成となる。

## 最新の部隊編成
- 群本部
- 本部管理中隊
- 高射教導隊
- 射撃支援中隊
- 火器調整隊

## 群の任務
- 外国軍に対して、フランス製地対空ミサイルの運用・操作法を教授すること。
- 群は、高射火器の教育訓練を実施する。
- 新型高射火器の評価試験を実施する。

## 主要装備
- GIAT BM92-G1
- FA-MAS
- ローランド
- ミストラル
- スティンガー
- クロタル
- P4
- TRM 2000
- TRM 4000
- TRM 10000